# Spizocorys
Spizocorys là một chi chim trong họ Alaudidae.

## Các loài
Chi này gồm các loài Clements-lista:
- Spizocorys starki
- Spizocorys conirostris
- Spizocorys fringillaris
- Spizocorys obbiensis
- Spizocorys personata
- Spizocorys sclateri